# Matthias Erlewein
Matthias Erlewein (* 1961 in Heilbronn) ist ein deutscher Jazzmusiker (Tenorsaxophon, Flöte, auch andere Saxophone).

## Leben und Wirken
Matthias Erlewein spielte ab den frühen 1980er-Jahren u. a. in Manfred Kniels Formation Human Music Association, und in den Formationen Transfusion, Human Music Association und RE (mit Andreas Witte, Bernd Hufnagel, Horst Götz), im folgenden Jahrzehnt mit Claus Stötters Band Nevertheless und in den Orchestern von Peter Herbolzheimer, Thilo Berg, Paul Kuhn, Rainer Tempel und Chris Walden. Ab den 2000er-Jahren wirkte er bei Produktionen des New Art Orchestra von Bob Brookmeyer  (Waltzing with Zoe), der WDR Big Band, hr-Bigband, der NDR Bigband  und der SWR Big Band sowie von George Gruntz, Hiram Bullock und Johannes Lauer (Lauer Large). Im Bereich des Jazz war er zwischen 1982 und 2015 an 35 Aufnahmesessions beteiligt, zuletzt 2015 mit der SWR Big Band an der Hommage à Eberhard Weber (ECM) unter Leitung von Helge Sunde und Mike Gibbs. Außerdem ist er bei Aufnahmen von Wolfgang Niedecken (Schlagzeiten, 1987), Helen Schneider und Pe Werner zu hören.